# Wynalazek Filipa Golarza
Wynalazek Filipa Golarza – singel polskich piosenkarzy Sobla i Sanah, promujący film Kleks i wynalazek Filipa Golarza. Singel został wydany 7 listopada 2024.
Kompozycja znalazła się na 4. miejscu listy OLiA, najczęściej odtwarzanych utworów w polskich rozgłośniach radiowych.

## Geneza utworu i historia wydania
Piosenka została napisana i skomponowana przez Szymona Sobla, Zuzannę Grabowską, Dominica Buczkowskiego-Wojtaszek i Patryka Kumóra, natomiast jego produkcją zajęli się Hotel Torino (Dominic Buczkowski-Wojtaszek, Patryk Kumór) i Magiera.
Singel ukazał się w formacie digital download 7 listopada 2024 w Polsce za pośrednictwem wytwórni płytowej Open Mind One i Magic Records w dystrybucji Universal Music Polska. Piosenka została nagrana do filmu fabularnego Kleks i wynalazek Filipa Golarza (2025) w reżyserii Macieja Kawulskiego.

## „Wynalazek Filipa Golarza” w stacjach radiowych
Nagranie było notowane na 4. miejscu w zestawieniu OLiA, najczęściej odtwarzanych utworów w polskich rozgłośniach radiowych.

## Teledysk
Do utworu powstał teledysk w reżyserii Macieja Kawulskiego, który udostępniono 8 listopada 2024 za pośrednictwem serwisu YouTube.

## Lista utworów
- Digital download[2]

1. „Wynalazek Filipa Golarza” – 3:48

## Notowania

### Pozycje na listach sprzedaży
| Kraj   | Lista (2024)             | Najwyższa pozycja |
| ------ | ------------------------ | ----------------- |
| Polska | Billboard Poland Songs   | 2                 |
| Polska | OLiS – single w streamie | 2                 |

### Pozycja na liście airplay
| Kraj   | Lista (2024)                   | Najwyższa pozycja |
| ------ | ------------------------------ | ----------------- |
| Polska | OLiS – oficjalna lista airplay | 4                 |

## Wyróżnienia
| Rok  | Konkurs                  | Kategoria                   | Rezultat    |
| ---- | ------------------------ | --------------------------- | ----------- |
| 2024 | Gorąca 100               | 100 największych hitów 2024 | 56. miejsce |
| 2024 | Przebój roku RMF FM 2024 | Przebój roku                | 9. miejsce  |